# Wikipedia Zero

Logo oficial de Wikipedia Zero.

Territorios donde llegó Wikipedia Zero (verde) y donde se quería llegar (azul). Muchas zonas siguen teniendo el servicio.

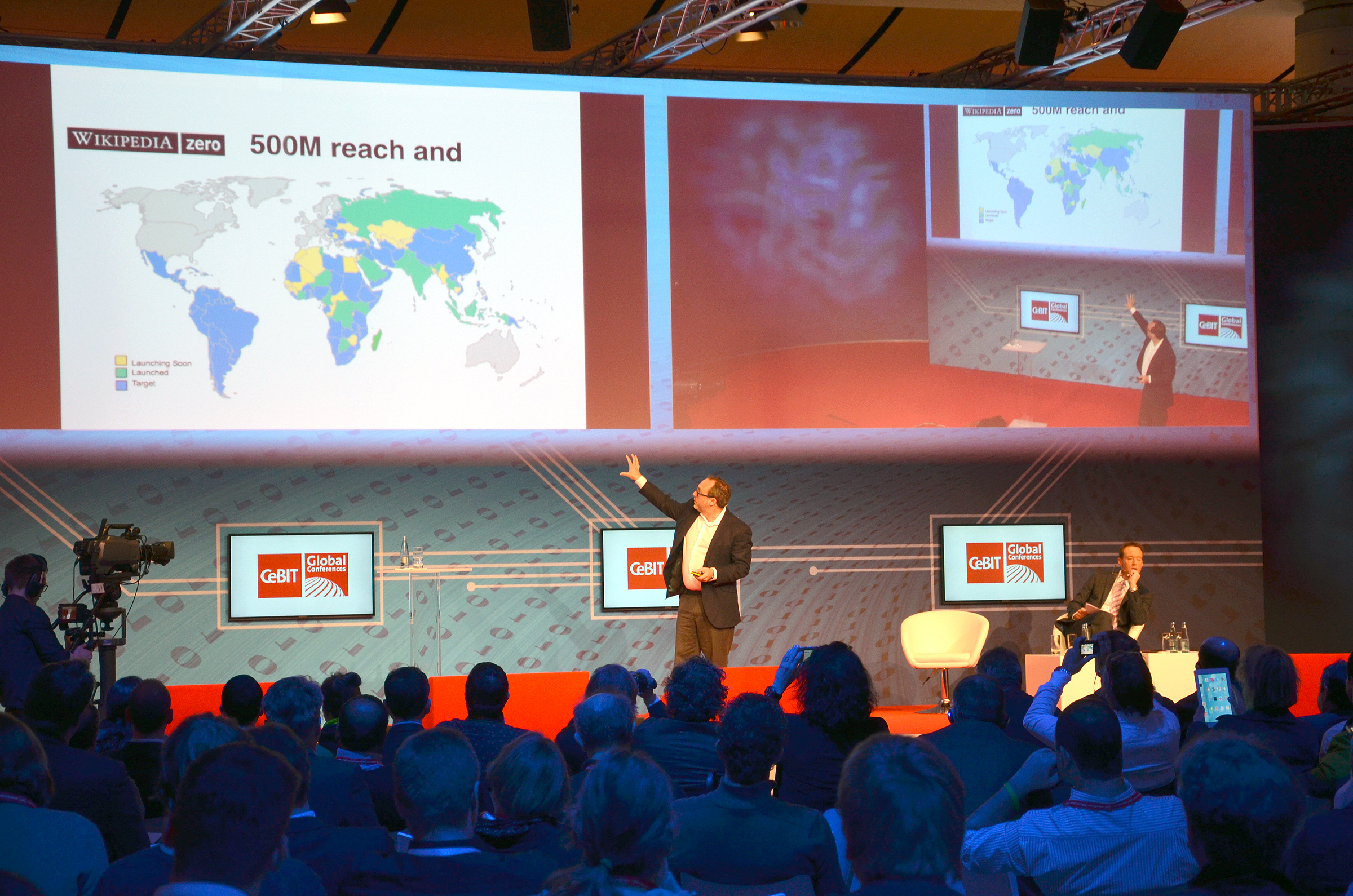
Jimmy Wales 2014 en CeBIT Global Conferences.

Wikipedia Zero fue un proyecto de la Fundación Wikimedia que establecía acuerdos con compañías en países del tercer mundo para permitir el acceso móvil de tarifa de datos gratuito a las páginas de Wikipedia. El objetivo del programa era reducir las barreras de acceso al conocimiento, siendo una de ellas el alto coste del uso de datos móviles. En febrero de 2018 la Fundación Wikimedia anunció el fin de la iniciativa. En marzo de 2013, el proyecto fue galardonado con el Premio SXW Interactive por activismo en la categoría «Proyectos verdes, gubernamentales y sin ánimo de lucro que están luchando por hacer del mundo un lugar mejor».
Wikipedia Zero fue primeramente lanzado en Malasia en mayo de 2012, y en octubre de 2012 se inició en Tailandia con Dtac y en Arabia Saudí con Saudi Telecom Company. En mayo de 2013 fue iniciado en Pakistán con Mobilink, y en junio del 2013 fue lanzado en Sri Lanka con Dialog. En julio de 2013 inició en India a través de Aircel, y en octubre de 2013 fue lanzado en Jordania con Umniah.
El 18 de febrero de 2018 la Fundación Wikimedia anunció el fin del proyecto debido a «una caída significativa en la adopción y el interés en el programa», tal vez debida «a la cambiante industria móvil, así como a los cambios en los costos de datos móviles», comentó. Según informó la Fundación, Wikipedia Zero llegó a estar disponible en 72 regiones en todo el mundo, asociándose con un total de 97 operadores de telefonía móvil. Actualmente el servicio sigue disponible en varias zonas del mundo, mientras expiran los contratos con las compañías.